# 日本新聞網 (日本電視台)
日本新聞網（日语：／ Nippon Nyūsu Nettowāku ?，簡稱NNN），是以日本電視台（NTV）為核心的電視聯播網，為日本歷史第二長的電視聯播網，僅次於TBS電視台成立的JNN聯播網。
NNN成立于1966年4月1日，最初有19個電視台加盟。目前NNN共有30個成員，加盟台的數量位居日本第一（JNN及FNN各有28個加盟台，ANN有26個）。相對於日本電視台另一個聯播網「NNS」，NNN是以聯播新聞節目為中心，各加盟台的新聞資源由全體成員共享。

## 歷史

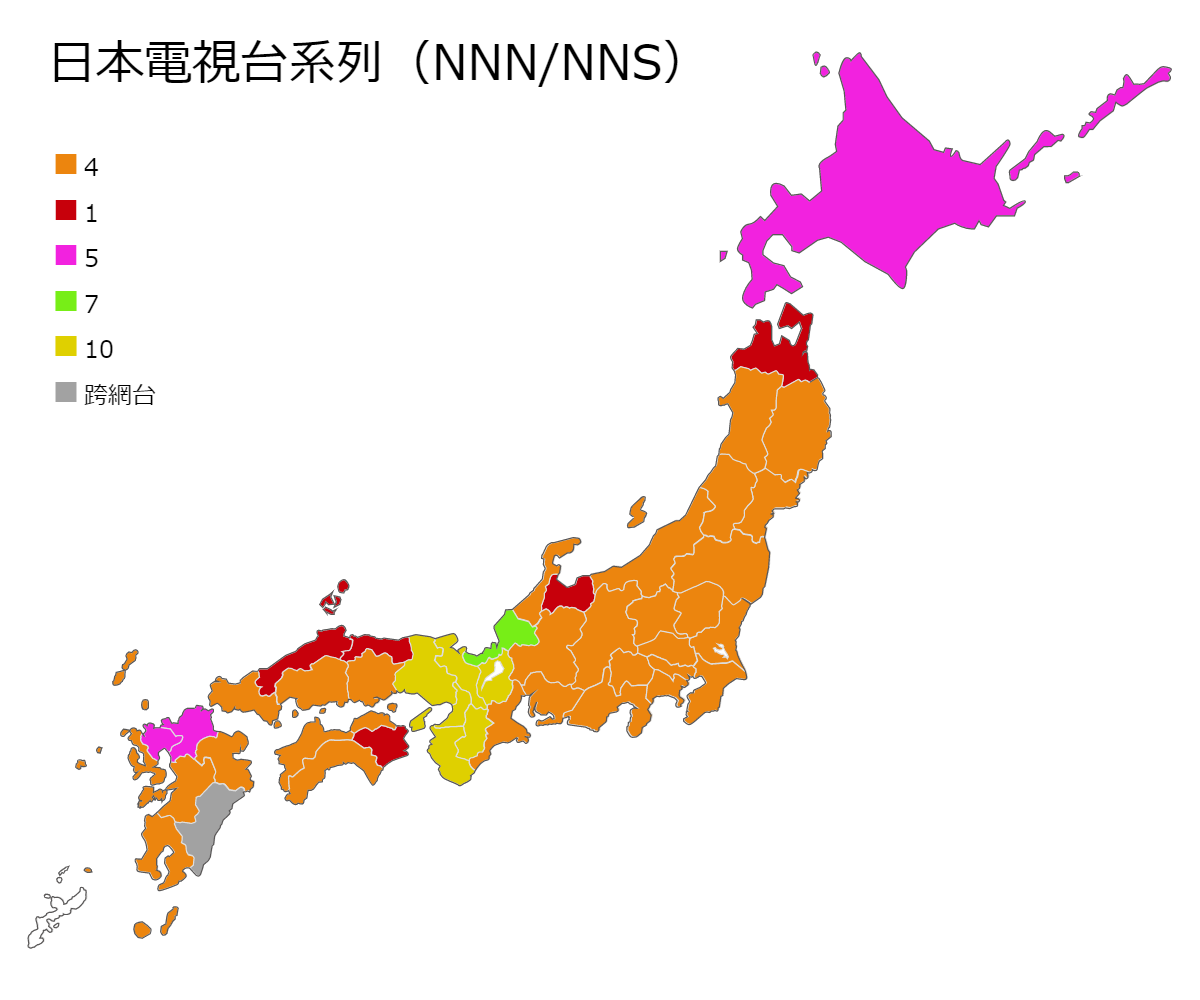
NNN各台遙控器號碼

在日本商業電視發展的初期，微波回線對大都市區以外電視台選擇核心局有重大影響。四國的各家商業電視台因此全部選擇日本電視台作為核心局，而九州的各家商業電視台則全部選擇東京放送作為核心局:14。1950年代後期時，日本電視台在午間播出《日本電視新聞》、傍晚播出《News Flash》、深夜播出《NNN今日事件》三節主要新聞，並且在午間新聞拉到日立、傍晚新聞拉到松下電器、夜間新聞拉到東芝三個家電企業作為贊助，逐漸擴大播出自家新聞節目的聯播網:15。
1960年4月1日，以東京放送為核心局的JNN成立，宣告日本第一個商業電視聯播網的正式誕生:15。1962年，隨著仙台放送、名古屋電視台、廣島電視台的開播，以日本電視台為核心局的聯播網得以覆蓋包括三大都市圈和札仙廣福在內的主要都市圈:19。然而在1963年，受到各自母公司對立的影響（西日本新聞對讀賣新聞在福岡縣擴大銷售存有不滿），西日本電視台退出日本電視台聯播網，轉投富士電視台聯播網:19-20。這一事件導致日本電視台一度失去在九州的新聞取材據點，亦成為日本電視台意識到構築類似JNN的硬性聯播網的重要性:20。
1966年4月1日，NNN正式成立。其基本理念是新聞節目的共同編排、共同製作、共同分擔:21。NNN的19家創始成員包括札幌電視台、青森放送、仙台放送、秋田放送、山形放送、福島電視台、山梨放送、北日本放送、福井放送、名古屋電視台、讀賣電視台、日本海電視台、廣島電視台、山口放送、四國放送、西日本放送、南海放送、高知放送、日本電視台:21-22。日本電視台和讀賣電視台擔任常任理事台:26。1966年10月，《NNN廣角新聞》成為日本電視台在NNN成立之後的第一個大型帶狀新聞節目。該節目於每週一至週六午間播出，主持人是之一是古典音樂作曲家黛敏郎，在當時頗為創新:28-29。但該節目長期收視率低迷，在播出5年後停播:47。
1960年代後期，隨著郵政省開放UHF頻段用於電視播出，日本出現新的一批電視開台熱潮。在1969年，有新潟綜合電視台、福岡放送、長崎電視台、鹿兒島電視台、大分電視台、岩手電視台，共計6家電視台加入NNN:30。1970年代前期，隨著宮城電視台、中京電視台相繼開播，NNN在主要都市圈的加盟台都成為完全加盟台:30。同時NNN開始在海外擴充取材網。1968年1月，NNN開設了紐約支局，是NNN第一個海外支局。此後至1974年，NNN陸續開設了莫斯科、華盛頓、倫敦、貝魯特（在1976年遷至開羅）支局:44-45。自1979年開始，NNN每年派遣海外研修團，收集海外電視業界的最新動態:51-53。
日本電視台是核心局中對彩色電視最為積極的一台，NNN的新聞彩色取材及播出進展亦因此較快。日本電視台在1969年4月實現新聞全彩色化，並在1971年完成了彩色新聞攝影棚:45。1974年4月，日本電視台開始在週一至週六18:30播出時長20分的《NNN新聞》節目，並在NNN各台聯播，接替《NNN廣角新聞》，成為NNN新的旗艦新聞節目:48-49。
《NNN紀錄片》節目自1970年開始播出，節目內容是NNN各台製作的紀錄片。該節目是日本商業電視少有的聯播網加盟各台在同一時間聯播的紀錄片節目:49-50。1970年代中期後，NNN的海外取材網得到進一步擴充。1976年至1987年，NNN陸續開設了曼谷、巴黎、北京、中南美、波恩、洛杉磯、馬尼拉支局。1990年，NNN開設了巴塞羅那、柏林支局:53-55。
1970年代至80年代之交，NNN的加盟台再次增加。靜岡第一電視台、信州電視台、宮崎電視台、新潟電視台（現TV新潟放送網）、熊本縣民電視台在1979年至1982年陸續加入NNN:55。進入平成時代後，金澤電視台、長崎國際電視台、鹿兒島讀賣電視台加入NNN，確立了現在的NNN30台體制:74。1990年，NNN和美國國家廣播公司（NBC）簽訂新聞交換契約，NNN得以使用NBC的新聞素材:74-75。

## 聯播網成員

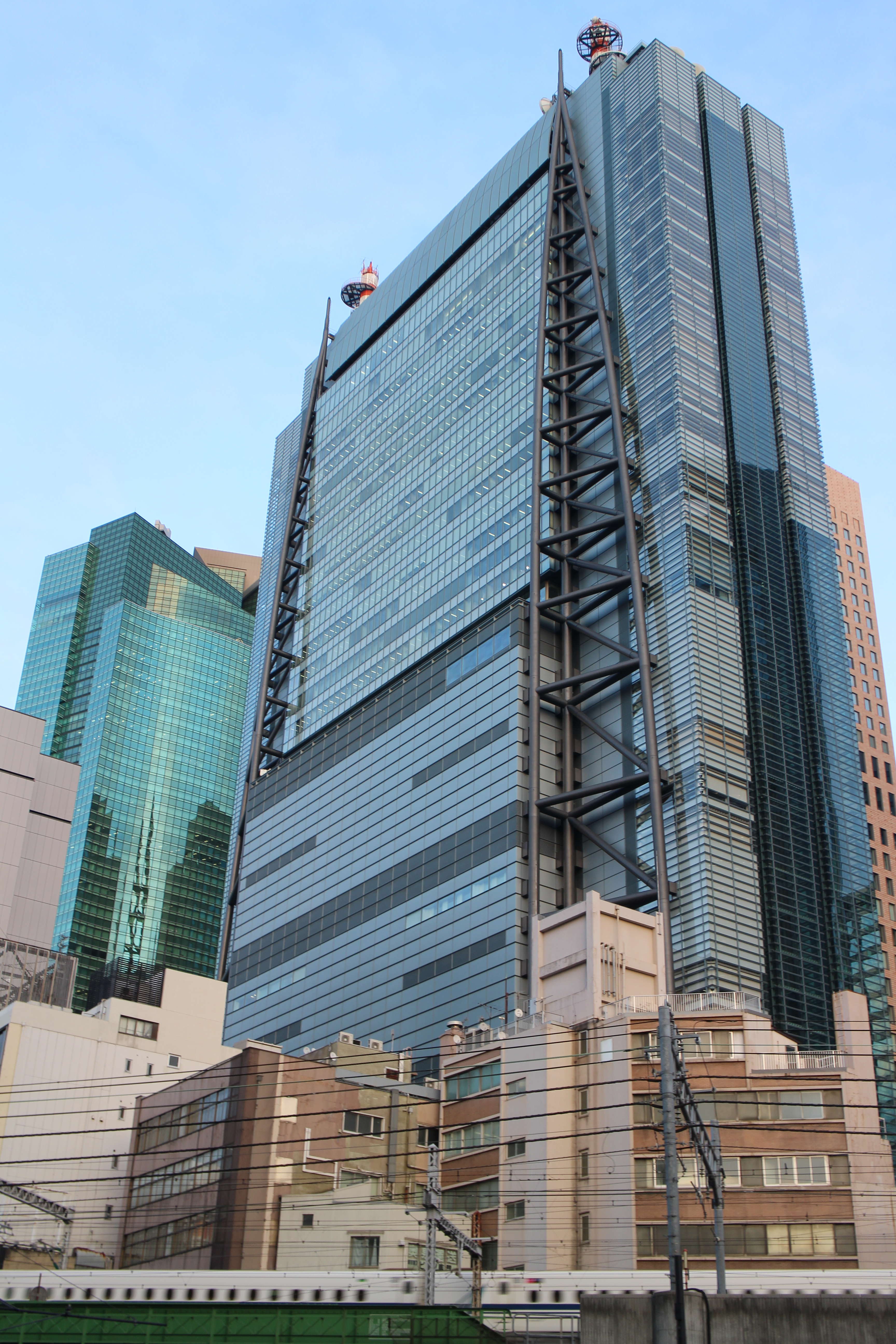
日本電視台（NTV）
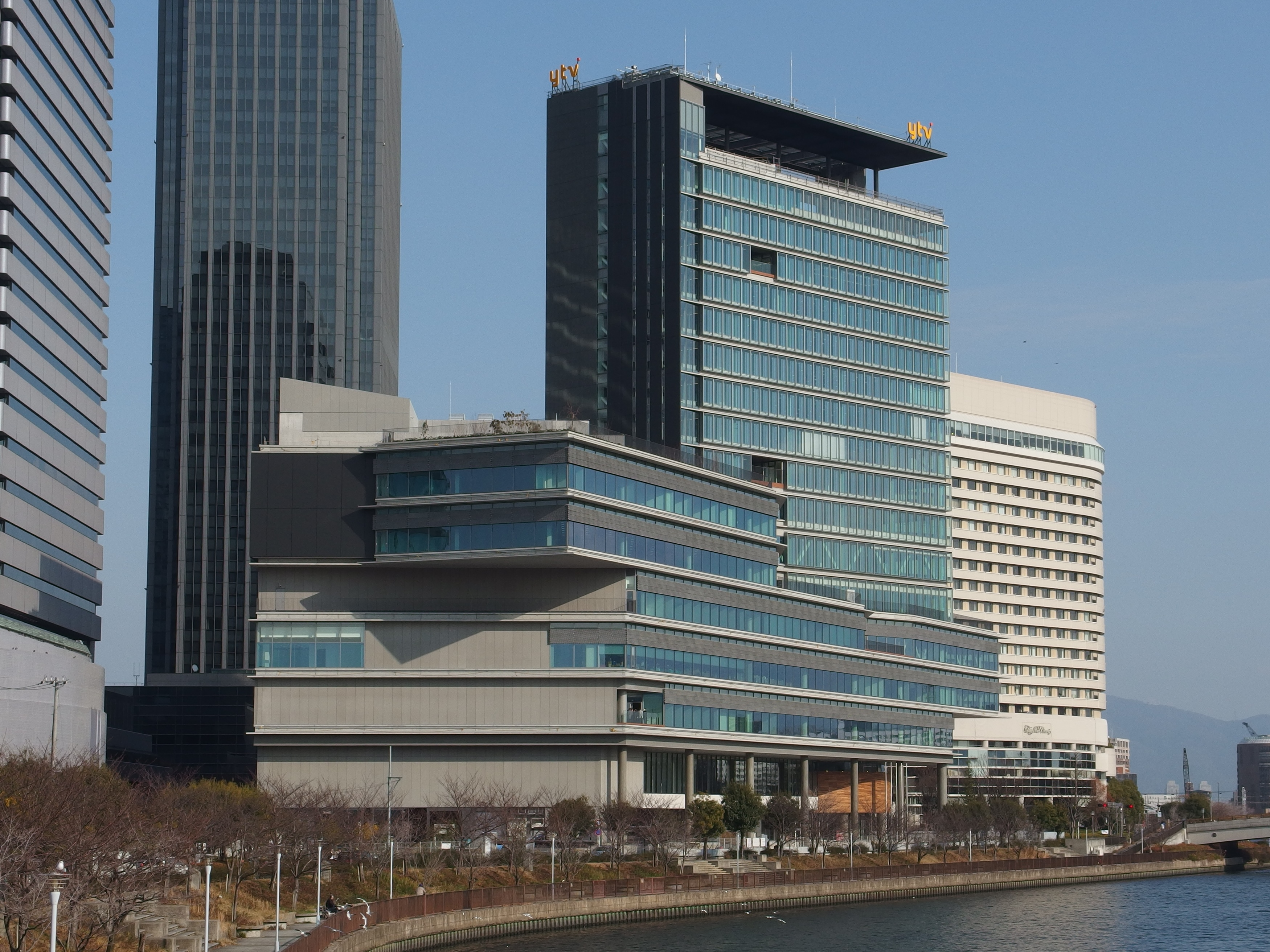
讀賣電視台（ytv）
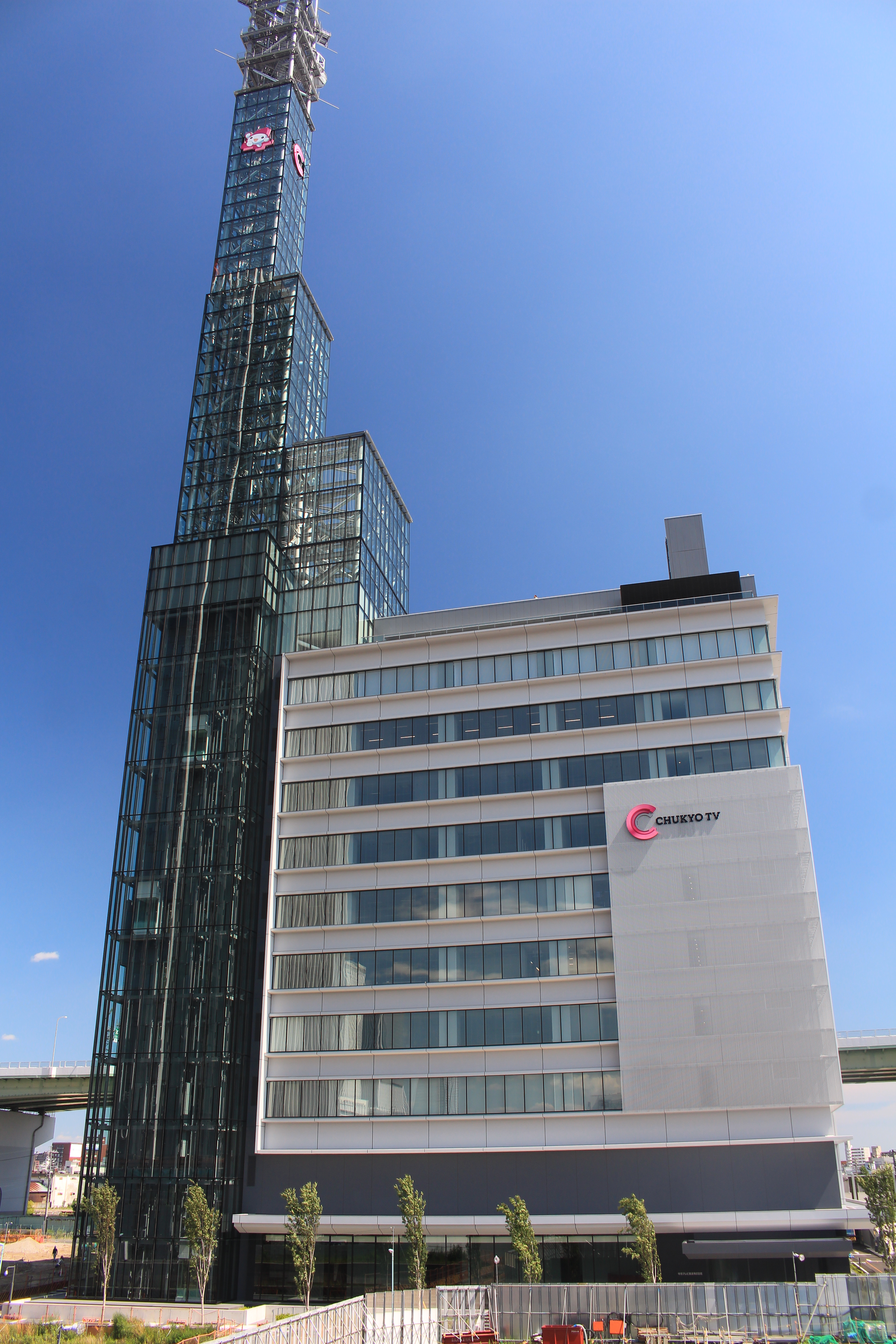
● - 兼營中波電台的頻道（除福岡放送外，聯播網內其餘以「○○放送」為名稱的成員均是廣電兼營）
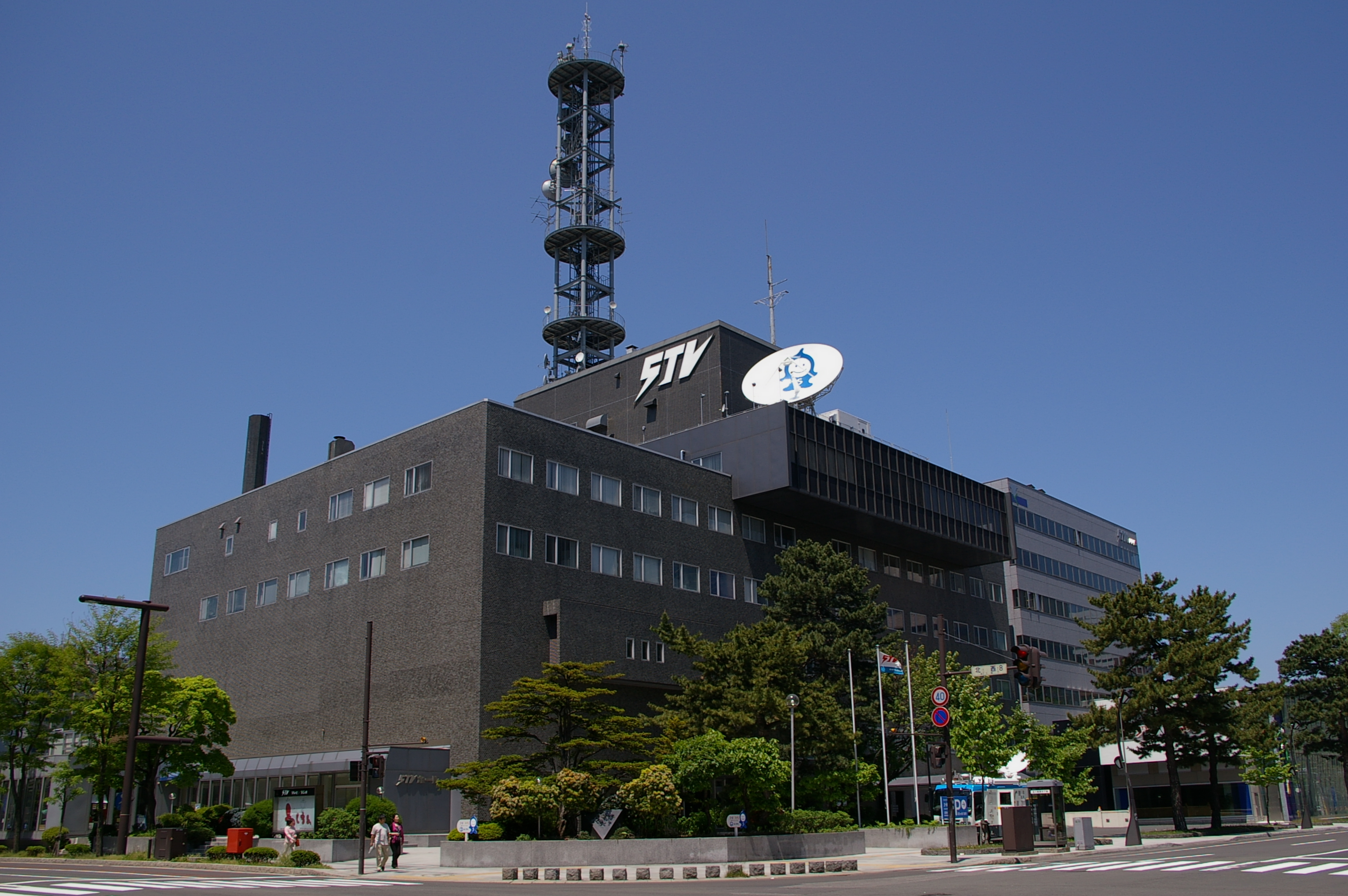
札幌電視台（STV）
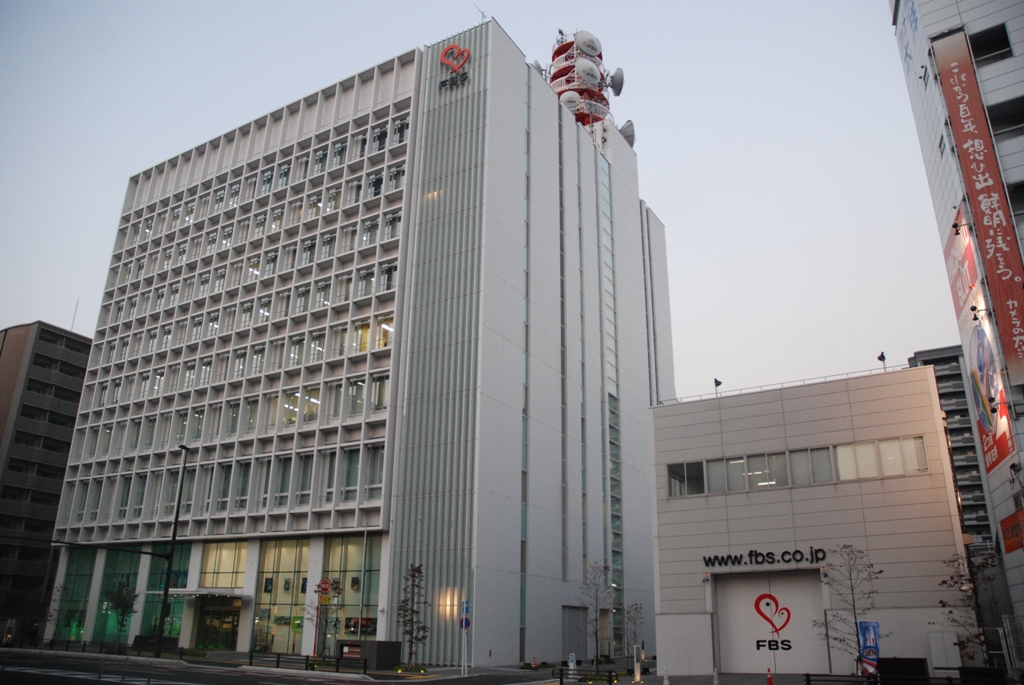
福岡放送（FBS）
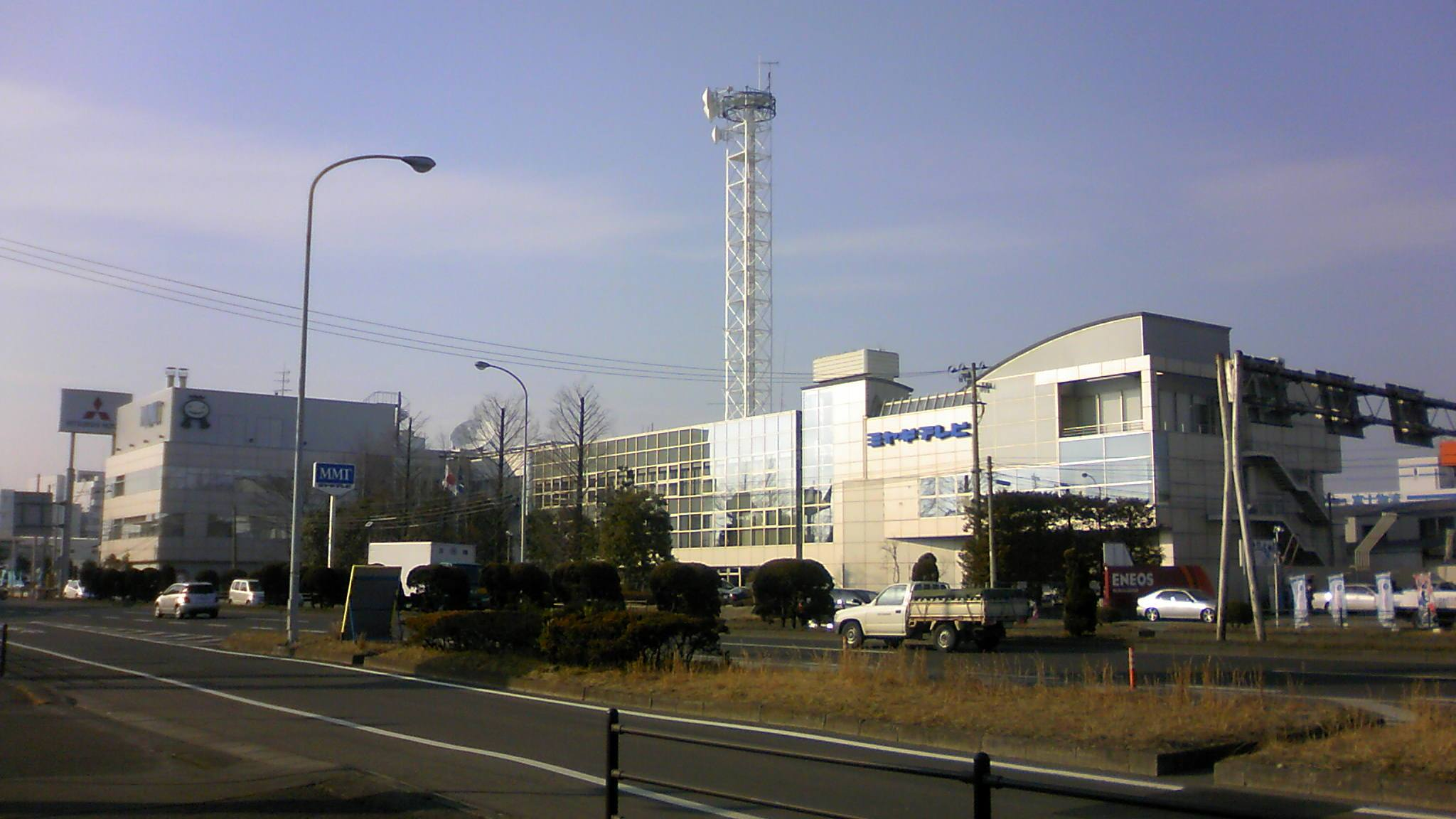
宮城電視台（MMT）
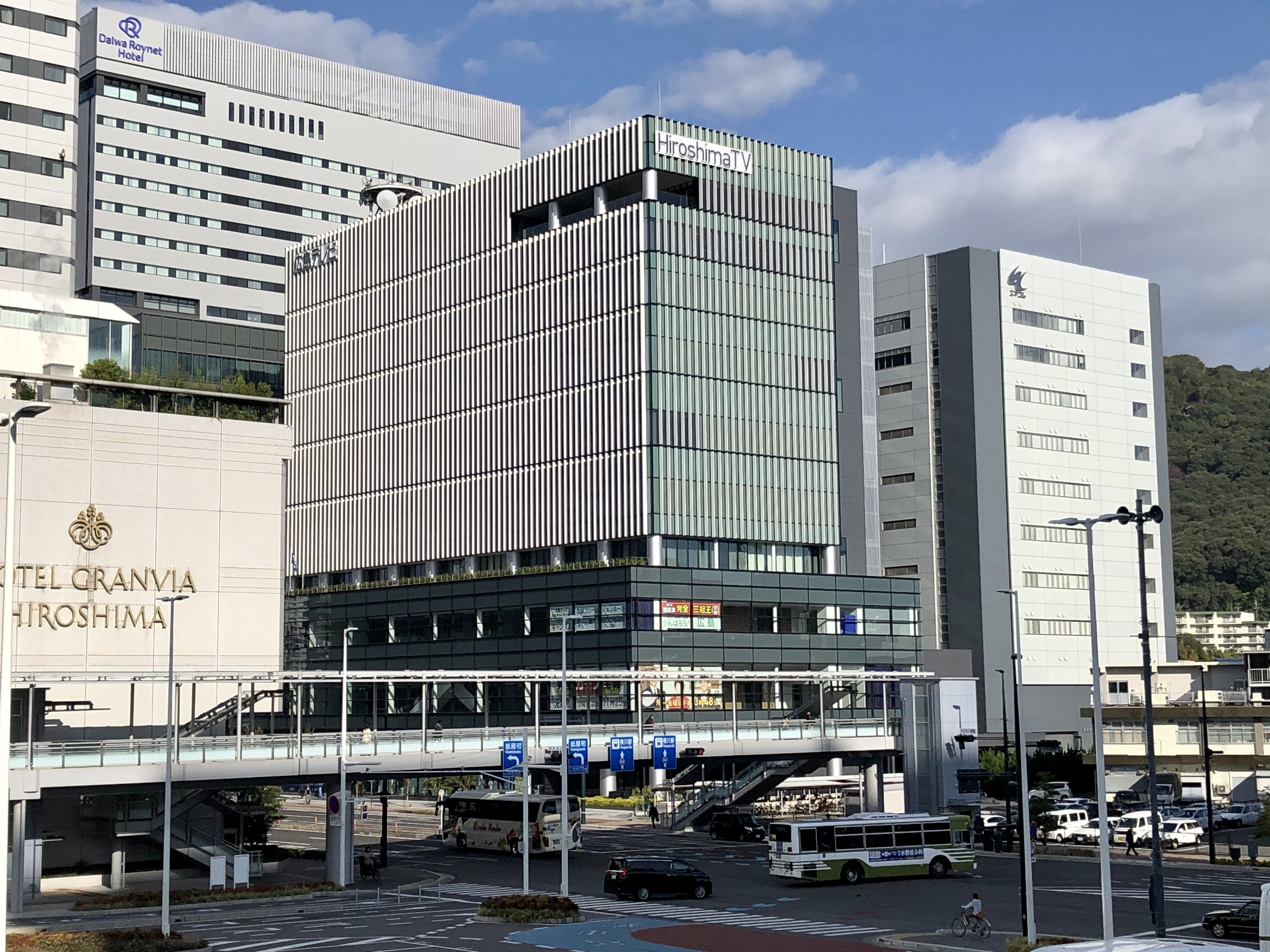
廣島電視台（HTV）

- ○ - 單營電視的頻道，但擁有子公司或關係公司經營電台業務 [a]
- ■ - 實施提供地域新聞視頻的頻道
- ◆ - 第三部門企業

| 廣播地區   | 簡稱/頻道號碼 | 台名             | 開台日         | 加入時間                | 備註 | 記號  |
| ---------- | ------------- | ---------------- | -------------- | ----------------------- | --- | ----- |
| 北海道     | STV 5         | 札幌電視台       | 1959年4月1日   | 1966年4月1日 （成立日） | 基幹局。2008年6月1日開始表示NNN標誌。 | ○■    |
| 青森縣     | RAB 1         | 青森放送         | 1959年10月1日  | 1966年4月1日 （成立日） | 2009年4月3日開始表示NNN標誌。1seg服務在直至2013年2月25日之前，NNN的水印和時刻表示均未有提供。 | ●■    |
| 岩手縣     | TVI 4         | 岩手電視台       | 1969年12月1日  | 1969年12月1日           | [ d ] | ○■    |
| 宮城縣     | MMT 4         | 宮城電視台       | 1970年10月1日  | 1970年10月1日           | 基幹局。舊簡稱：MTB（啟播-1975年）、mm34（1975-1985年）。 | ■     |
| 秋田縣     | ABS 4         | 秋田放送         | 1960年4月1日   | 1966年4月1日 （成立日） | 2009年1月12日開始表示NNN標誌。 | ●■◆   |
| 山形縣     | YBC 4         | 山形放送         | 1960年3月16日  | 1966年4月1日 （成立日） | [ g ] | ●■◆   |
| 福島縣     | FCT 4         | 福島中央電視台   | 1970年4月1日   | 1971年10月1日           | 總部在郡山市。 | ■     |
| 關東廣域圏 | NTV 4         | 日本電視台       | 1953年8月28日  | 1966年4月1日 （成立日） | 核心局、基幹局。日本第一家民營電視廣播公司。 2008年5月19日開始表示NNN標誌（1seg服務上不表示）。 | ○■    |
| 新潟縣     | TeNY 4        | TV新潟           | 1981年4月1日   | 1981年4月1日            | 舊簡稱：TNN（啟播 - 1997年）。 | ■     |
| 長野縣     | TSB 4         | 信州電視台       | 1980年10月1日  | 1980年10月1日           | 直至1980年9月30日之前由日本電視台長野支局擔當新聞取材工作。 | ■     |
| 山梨縣     | YBS 4         | 山梨放送         | 1959年12月20日 | 1966年4月1日 （成立日） | | ●■    |
| 静岡縣     | SDT 4         | 靜岡第一電視台   | 1979年7月1日   | 1979年7月1日            | 直至1978年6月30日之前由日本電視台報道局静岡駐在部擔當新聞取材工作。 | ■     |
| 富山縣     | KNB 1         | 北日本放送       | 1959年4月1日   | 1966年4月1日 （成立日） | | ●■◆   |
| 石川縣     | KTK 4         | 金澤電視台       | 1990年4月1日   | 1990年4月1日            | 直自1990年3月31日之前由北日本放送（金澤・能登地區）與福井放送（小松・加賀地區）擔當新聞取材工作。 | ■     |
| 福井縣     | FBC 7         | 福井放送         | 1960年6月1日   | 1966年4月1日 （成立日） | 直至1989年4月1日之前亦是ANN的加盟頻道。現在則只參加了ANN的新聞網絡，但依然會播放ANN的一般節目 | ●■    |
| 中京廣域圏 | CTV 4         | 中京電視台       | 1969年4月1日   | 1973年4月1日            | 準核心局、基幹局 | ■     |
| 近畿廣域圏 | ytv 10        | 讀賣電視台       | 1958年8月28日  | 1966年4月1日 （成立日） | 準核心局、基幹局 | ■     |
| 鳥取縣     | NKT 1         | 日本海電視台     | 1959年3月3日   | 1966年4月1日 （成立日） | 總部設於鳥取縣鳥取市。 | ■     |
| 島根縣     | NKT 1         | 日本海電視台     | 1959年3月3日   | 1966年4月1日 （成立日） | 直至1972年9月22日為止才向島根縣地區播放訊號。 | ■     |
| 廣島縣     | HTV 4         | 廣島電視台       | 1962年9月1日   | 1966年4月1日 （成立日） | 基幹局。 | ■     |
| 山口縣     | KRY 4         | 山口放送         | 1959年10月1日  | 1966年4月1日 （成立日） | 總部位於周南市。在1969年4月1日福岡放送未開播前負責整個九州地區的新聞取材工作。 | ●■◆   |
| 德島縣     | JRT 1         | 四國放送         | 1959年4月1日   | 1966年4月1日 （成立日） | 舊簡稱：JR（直至1982年）。 | ●■◆   |
| 香川縣     | RNC 4         | 西日本放送       | 1958年7月1日   | 1966年4月1日 （成立日） | | ●■    |
| 岡山縣     | RNC 4         | 西日本放送       | 1958年7月1日   | 1966年4月1日 （成立日） | 直至1983年3月31日為止才向岡山縣地區播放訊號。 | ●■    |
| 愛媛縣     | RNB 4         | 南海放送         | 1958年12月1日  | 1966年4月1日 （成立日） | [ p ] | ●■    |
| 高知縣     | RKC 4         | 高知放送         | 1959年4月1日   | 1966年4月1日 （成立日） | [ q ] | ●■    |
| 福岡縣     | FBS 5         | 福岡放送         | 1969年4月1日   | 1969年4月1日            | 基幹局。正式的播映區域只限於福岡縣地區。但實際上佐賀縣全境亦能收到信號。 | ■     |
| 佐賀縣     | 無            | 無               | 無             | 無                      | 由福岡放送擔當新聞取材工作。佐賀縣全境均可接收到福岡放送信號 |       |
| 長崎縣     | NIB 4         | 長崎國際電視台   | 1991年4月1日   | 1991年4月1日            | |       |
| 熊本縣     | KKT 4         | 熊本縣民電視台   | 1982年4月1日   | 1982年4月1日            | | ■     |
| 大分縣     | TOS 4         | 大分電視台       | 1970年4月1日   | 1970年4月1日            | 同時亦是FNN/FNS的跨網台。 | ■     |
| 宮崎縣     | UMK 3         | 宮崎電視台       | 1970年4月1日   | 1979年4月1日            | 同時亦是FNN/FNS/ANN的跨網台。未加盟NNS，但會播放日本電視台及NNS加盟台（CTV、ytv）的部分節目。 | ■     |
| 鹿兒島縣   | KYT 4         | 鹿兒島讀賣電視台 | 1994年4月1日   | 1994年4月1日            | | ■     |
| 沖繩縣     | 無            | 無               | 無             | 無                      | 由日本電視台那霸支局擔當新聞取材工作。 毎年夏天播映的「24小時電視」、「全日本高中生知識錦標賽」而及年末年初的「高校足球」直播（在沖繩縣大會選出，代表沖繩的隊伍於全國大會上與其他隊伍比賽的時候），將會由屬於FNN/FNS系列的沖繩電視台特別參與，另外在NNS成員台聯播世界杯足球賽中有日本隊比賽的場次時，沖繩電視台會與NNS聯播。 | [ t ] |

- 日本電視台（NTV）
- 讀賣電視台（ytv）
- 中京電視台（CTV）
- 札幌電視台（STV）
- 福岡放送（FBS）
- 宮城電視台（MMT）
- 廣島電視台（HTV）

### 過去的加盟頻道
有●記號的頻道表示過去曾是NNN的主要網絡。
| 廣播地區   | 簡稱 | 台名           | 加盟NNS期間                             | 備註（退出的理由） | 現在的所屬聯播網 |
| ---------- | ---- | -------------- | --------------------------------------- | --- | ---------------- |
| 宮城縣     | OX   | 仙台放送       | 1966年4月1日 （成立日） - 1970年9月30日 | 因宮城電視台開播而脫離。 | FNN/FNS          |
| 福島縣     | FTV  | 福島電視台●    | 1966年4月1日 （成立日） - 1971年5月31日 | 日本電視台受到來自報社系資金背景的股東影響，而要將所有節目整理至福島中央電視台，福島電視台因而脫離。                              | FNN/FNS          |
| 新潟縣     | NST  | 新潟綜合電視台 | 1968年12月16日啟播 - 1981年3月31日      | 在新潟電視台開播後脫離。 | FNN/FNS          |
| 静岡縣     | SATV | 靜岡朝日電視台 | 1978年7月1日啟播 - 1979年6月30日        | 當時（NNN加盟期間）的公司名稱為「靜岡縣民放送」（SKT）。因靜岡第一電視台開播而脫離。                                              | ANN              |
| 中京廣域圏 | NBN  | 名古屋電視台●  | 1966年4月1日 （成立日） - 1973年3月31日 | 當時（NNN加盟期間）的公司名稱為「名古屋放送」。在名古屋地區的電視台聯播網系列整理之後，NNS集中節目於CTV（中京電視台），因而脫離。 | ANN              |
| 長崎縣     | KTN  | 長崎電視台     | 1969年4月1日啟播 - 1990年9月30日        | 因長崎國際電視台開播而脫離。 | FNN/FNS          |
| 熊本縣     | TKU  | 熊本電視台     | 1969年4月1日啟播 - 1982年3月31日        | 因熊本縣民電視台開播而脫離。 | FNN/FNS          |
| 鹿兒島縣   | KTS  | 鹿兒島電視台   | 1969年4月1日啟播 - 1994年3月31日        | 因鹿兒島讀賣電視台開播而脫離。 | FNN/FNS          |

## 海外支局
| 地區         | 海外支局名稱      | 設置・運營加盟台 | 備註                                      |
| ------------ | ----------------- | ---------------- | ----------------------------------------- |
| 北美         | NNN紐約支局       | 讀賣電視台       | 日本電視台、廣島電視台亦派有記者。        |
| 北美         | NNN華盛頓支局     | 日本電視台       |                                           |
| 北美         | NNN洛杉磯支局     | 日本電視台       | 讀賣電視台、中京電視台亦派有記者。        |
| 歐洲・前蘇聯 | NNN倫敦支局       | 日本電視台       | 中京電視台亦派有記者。                    |
| 歐洲・前蘇聯 | NNN巴黎支局       | 讀賣電視台       |                                           |
| 歐洲・前蘇聯 | NNN莫斯科支局     | 札幌電視台       | 日本電視台亦派有記者。                    |
| 亞洲・非洲   | NNN中國總局       | 日本電視台       | 設於北京。                                |
| 亞洲・非洲   | NNN上海支局       | 讀賣電視台       |                                           |
| 亞洲・非洲   | NNN首爾支局       | 日本電視台       | 韓國SBS總部内設立。福岡放送亦有派遣記者。 |
| 亞洲・非洲   | NNN曼谷支局       | 福岡放送         |                                           |
| 亞洲・非洲   | NNN開羅支局       | 日本電視台       |                                           |
| 海外現地法人 | NTV International | 日本電視台       |                                           |
| 海外現地法人 | NTV Europe        | 日本電視台       |                                           |
| 海外現地法人 | NTV Asia Pacific  | 日本電視台       |                                           |

### 編輯腳註
1. 1 2 3 4 5 6 7 8 9 10 11 12 13 14 15 16 17 18 19 20 21 22  .  . 東京都: . 1991.NCID BN07016569（日語）

### 解釋腳註
1. ↑  日本電視台擁有關係公司R·F·電台日本、岩手電視台擁有關係公司FM岩手（於岩手電視台總部大樓內設總部與演奏所）。札幌電視台已於2005年10月1日起將電台業務由子公司「STV電台」所繼承。
2. ↑  1969年10月1日 - 1972年3月31日期間曾加盟FNS（實際上1959年4月1日開台時已經播放富士電視台的節目）），而FNN則從開台起一直未加盟。
3. ↑  1975年3月31日 - 1991年9月30日期間亦是ANN的成員，但是在ANN加盟期間青森放送仍然播映全部NNN的報道節目，事實上是NNN的「全部聯播頻道」。
4. ↑  在1970年1月1日ANN成立（正式成立日是1974年4月1日） - 1980年3月31日期間為ANN的成員，但是在ANN加盟期間岩手電視台仍然播映全部NNN的報道節目，在事實上是NNN的「全部聯播頻道」。
5. ↑  在1970年10月1日啟播（但正式上是在1974年4月1日） - 1975年9月30日期間為ANN的成員頻道。
6. ↑  1960年4月1日啟播 - 1992年9月30日期間（只限新聞類節目）亦有加盟JNN的新聞網絡。
7. ↑  1980年4月1日 - 1993年3月31日期間為ANN的成員，但是在ANN加盟期間山形放送仍然播映全部NNN的報道節目，在事實上是NNN的「全部聯播頻道」。
8. ↑  1970年4月1日啟播 - 1971年9月30日期間是FNN/FNS/ANN的加盟頻道，1971年10月1日 - 1981年9月30日期間亦是ANN的加盟頻道。
9. ↑  1980年10月1日啟播 - 2007年9月30日期間總部設於松本市。
10. ↑  1980年10月1日啟播 - 1991年3月31日期間亦是ANN的加盟頻道。
11. ↑  1959年8月1日 - 12月14日期間曾加盟JNN。1959年12月15日 - 1972年9月21日（電視台開始相互進入山陰地區的前一日）期間經歷過成為FNN/FNS/ANN的加盟頻道，而1972年9月22日（電視台開始相互進入山陰地區當日） - 1989年9月30日期間則曾亦是ANN的加盟頻道。但是（在1972年9月22日之後），日本海電視台仍然播映全部NNN的報道節目，在事實上是NNN的「全部聯播頻道」。
12. ↑  1966年4月1日成立 - 1975年9月30日期間亦是FNN/FNS的加盟頻道。
13. ↑  在福岡放送與長崎電視台、熊本電視台、鹿兒島電視台四個頻道同樣於1969年4月1日啟播之前，整個九州地方均是山口放送的新聞取材範圍。
14. ↑  1978年10月1日 - 1993年9月30日期間亦是ANN的成員，但是在ANN加盟期間山形放送仍然播映全部NNN的報道節目，在事實上是NNN的「全部聯播頻道」。
15. ↑  直至2011年3月31日之前，四國放送透過購買節目，於平日15:55播放ANN新聞，但是卻未加盟ANN（JRT從啟播、ANN建立日直至現在均未有加盟）。
16. ↑  從啟播直至1992年9月30日（1992年10月1日為愛電視台開台的前一日。開播時的正式公司名為伊予電視台）之前，南海放送亦是JNN（JNN提供部分新聞節目作播映。南海放送亦對JNN新聞搜集額外的新聞素材提供協助）的一員。直至1995年3月31日（1995年4月1日愛媛朝日電視台開台前一日）之前，南海放送亦有透過節目購買播映ANN新聞，以及對ANN系列的新聞取材提供協助。
17. ↑  從RKC啟播直至1970年3月31日（1970年4月1日高知電視台啟播前一日），例外亦會（透過節目購買）同時播放JNN新聞，而及提供新聞材料的供給與協助。
18. ↑  1970年4月1日啟播 - 1993年9月30日期間亦是FNN/FNS/ANN的一員。
19. ↑  在沒有NNN/NNS系列頻道的沖繩縣，沖繩電視台是為NNN/NNS提供最多協助的電視台。
20. ↑  那霸支局
21. ↑  與NNN/NNS有密切關係的讀賣新聞社與福島民友新聞社（讀賣新聞社系於福島縣的縣域報章）對日本電視台發揮影響力。
22. ↑  在1971年10月正式將節目轉移之前，同年5月末先行退出NNN。經歷過成為JNN/FNS的加盟頻道（1971年6月1日 - 1983年3月31日），最後成為了FNN/FNS的「全部聯播頻道」（1983年4月1日 - ）。
23. ↑  之後經歷過成為FNN/FNS/ANN的加盟頻道（1981年4月1日 - 1983年9月30日），最後成為了FNN/FNS的「全部聯播頻道」（1983年10月1日 - ）。
24. ↑  原本長崎電視台計劃在長崎國際電視台啟播時同時脫離NNN，但由於長崎國際電視台比啟播日企延遲，造成了半年的空白期（1990年10月1日 - 1991年3月31日）。在此空白期間長崎縣的新聞取材由新成立的長崎支局所負責。
25. ↑  之後經歷過成為FNN/FNS/ANN的加盟頻道（1982年4月1日 - 1989年9月30日），最後成為了FNN/FNS的「全部聯播頻道」（1989年10月1日 - ）

## 外部連結
- 日本電視台 （页面存档备份，存于）（日語）（英文）
- 日視NEWS24 （页面存档备份，存于）（日語）
- 日本電視台企業情報 - 聯播網一覽 （页面存档备份，存于）（日語）